# ماخاگوآل (سوکره)
ماخاگوآل (سوکره) (به اسپانیایی: Majagual, Sucre) یک سکونتگاه مسکونی در کلمبیا است که در بخش سوکره واقع شده‌است.